# Joan Gaspart
Joan Gaspart Solves est né à Barcelone le 11 octobre 1944. Il dirige un grand groupe hôtelier, et est plus connu pour avoir été vice-président du FC Barcelone de 1978 à 2000, puis 36e Président du FC Barcelone du 23 juillet 2000 au 12 février 2003.
Il était le président de l'UE Sant Andreu entre 2004 et 2011.

## Vice-présidence
Joan Gaspart a été vice-président du FC Barcelone durant les 22 années de règne de Josep Lluís Núñez. Très populaire à cette époque[réf. nécessaire], on lui doit les négociations des arrivées des plus grands joueurs en terre catalane comme Diego Maradona, Romário, Rivaldo ou Ronaldo. C'est aussi lui qui annonça à Johan Cruyff son limogeage en mai 1996.

## Présidence
À la suite de la démission de Josep Lluís Núñez, Joan Gaspart, en sa qualité de 1er vice-président, conduit la liste de la continuité à l'élection de Juillet 2000. Face à lui, une opposition issue de la plateforme Elefant Blau menée par le publicitaire Lluis Bassat appuyée par le jeune Joan Laporta et le toujours très influent Johan Cruyff. Mais Joan Gaspart remporte finalement l'élection avec 54,87 % des votes.
Sa première décision fut la vente du capitaine Luís Figo au Real Madrid. La suite fut compliquée tant sur le plan sportif qu'économique :
- aucun titre en 3 saisons de présidence ;
- quatre entraîneurs dont deux licenciés (Serra Ferrer et Louis van Gaal) ;
- 199,2 millions d'euros d'achat de joueurs et évolution exponentielle de la masse salariale ;
- explosion de la dette du club et baisse des recettes due à l'absence de résultats.

Le 12 février 2003, Joan Gaspart abandonne la présidence du FC Barcelone à son 1er vice-président Enric Reyna, qui démissionnera à son tour quelques mois plus tard pour permettre la convocation de nouvelles élections.

## Postérité
Malgré l'énorme fracture sociale causée par les piètres performances sportives et économiques du club, on[Qui ?] retiendra de la présidence Joan Gaspart :
- pose de la première pierre de la Cité Sportive Joan Gamper ;
- réforme des statuts du club avec une large consultation des socios ;
- programmes Seient Lluire et Gent del Barça ;
- multiplication des services offerts aux socios ;
- professionnalisation de l'exécutif du club.